# 蔡裔
蔡裔（？—352年），字元子，晋朝陈留郡圉县（今河南省杞县西南）人，蔡豹的侄子。
蔡裔有勇气，声音洪亮，如同雷震。一次有两个小偷钻进屋中，蔡裔拍床，大吼一声，两个小贼都被吓死。官至散骑常侍、兖州刺史，封高阳乡侯。永和八年（352年），中军将军殷浩北伐，以淮南郡太守陈逵、兗州刺史蔡裔为前锋，安西将军谢尚、北中郎将荀羡为督统，率众出彭城（今江苏省徐州市），在军中去世。